# Rhysophora laffooni
Rhysophora laffooni är en tvåvingeart som beskrevs av Deonier 1998. Rhysophora laffooni ingår i släktet Rhysophora och familjen vattenflugor. Inga underarter finns listade i Catalogue of Life.